# L'Atalante
L'Atalante, também lançado como Le qui chaland passe (no Brasil e em Portugal, O Atalante), é um filme francês de 1934 dirigido por Jean Vigo e estrelado por Jean Daste, Dita Parlo e Michel Simon. Ele foi saudado por muitos críticos como um dos melhores filmes de todos os tempos.

## Elenco
- Michel Simon — Le père Jules
- Dita Parlo — Juliette
- Jean Dasté — Jean
- Gilles Margaritis — Le camelot
- Louis Lefebvre — Le gosse
- Maurice Gilles — Le chef de bureau
- Raphaël Diligent — Raspoutine, le batelier (como Rafa Diligent)
- Pierre Prévert